# Marshall megye (Iowa)
Marshall megye az Amerikai Egyesült Államokban, azon belül Iowa államban található. Lakosainak száma 40 105 fő (2020. április 1.). Marshall megye Grundy, Jasper, Hardin, Story, Tama és Poweshiek megyékkel határos.

## Népesség
A megye népessége az elmúlt években az alábbi módon változott:
| Lakosok száma | 39 311 | 40 679 | 40 967 | 41 078 | 40 994 | 40 746 | 40 105 |
|               | 2000   | 2010   | 2011   | 2012   | 2013   | 2015   | 2020   |